# Гейлинкс, Арнольд
Арнольд Гейлинкс (нидерл. Arnold Geulincx; 31 января 1624, Антверпен — ноябрь 1669, Лейден) — голландский философ, представитель окказионализма.
Получил образование в Лёвенском университете, где занимал кафедру философии. Лишенный её по определению университетского сената, Гейлинкс переехал в Лейден, был там профессором, перешёл в реформатство под влиянием янсенистских идей.

## Философия Гейлинкса
Философия Гейлинкса (как и всех мыслителей, вышедших из картезианства) определяется задачей — найти потерянный в декартовском дуализме путь сообщения между материальной и духовной субстанциями. Гейлинкс считает метафизику первой наукой, ибо она заключает в себе точку отправления всех других наук, связанных с ней непрерывной цепью.
Метафизика разделяется на три части:
- «автологию» (inspectio sui, conversio mentis intra se ipsam), рассматривающую мое «я» и состояние человека;
- «соматологию», в которой изучаются протяженность, пространство, время, движение и все, относящееся к телу, и
- «теологию», в которой говорится о Боге и его атрибутах.

Каждая часть заключает в себе ряд принципов («наук»), непрерывно связанных между собой. Этика, которой Г. придает большое значение, есть только «excursus» метафизики. Воспроизводя декартовское «сомнение» (которое он называет состоянием «кандидата в метафизики»), а затем положение cogito ergo sum, Гейлинкс приходит к аксиоме, на которой основывается его окказионализм: «Impossibile est, ut is faciat qui nescit quomodo fiat. Quod nescis quomodo fiat, id non facis». Если я не могу дать себе ясного отчета, как совершается во мне некоторая деятельность, то не я причина этой деятельности. Такова вся деятельность человека, причину которой поэтому следует искать в чуждой ему разумной воле — в Боге. Наша сущность, как мыслящая, едина, проста, неделима; следовательно, Бог не может произвести все разнообразие представлений во мне через меня, по той же причине — и не через Себя; отсюда необходимость существования тела, которым Бог пользуется как орудием для произведения в нас разнообразных представлений. Деятельность Бога проявляется по законам, Им свободно установленным и зависящим исключительно от Его воли. Бог есть дух в истинном значении этого слова; отдельные люди являются только модусами духа (подобно тому, как отдельные тела суть модусы единого тела); полагая границы своему совершенству, Бог отчуждает от себя отдельные несовершенные души — людей.
Здесь Гейлинкс приближается к пантеизму Спинозы и Мальбранша, но отличается от них тем, что выделяет материю, которая не может слиться с Богом вследствие её бездушности (brutalitas). Материя, или внешний мир, есть протяженность в движении; она есть повод (occasio) для возникновения чувственных восприятий; но наш внутренний мир не дает нам никакого представления о внешнем мире и много прекраснее его. Идея внешнего мира не зависит от показаний чувств; мы можем составить себе её из прирождённых разуму понятий. Логически, через отвлечение (ограничение) мы приходим к понятию простого тела, которое есть бесконечная протяженность; далее, тем же путём — к понятию о трёх измерениях, к понятию о частных телах и их делимости. Делимость не может иметь места без движения; движение заключается во взаимном приближении и удалении двух частей тела, следовательно, не составляет природы тела, а сообщается ему Богом. Из понятия движения вытекает понятие времени, само по себе оно не имеет смысла, поэтому про Бога нельзя сказать, что Он существует во времени, человек же находится во времени благодаря своему телу, составляющему часть внешнего мира и находящемуся в движении. Разнообразие ощущений в духе может быть вызвано только многообразной материей: «Бог не мог сделать человека, не сотворив мира».
Человеческий ум стремится приписать вещам внешнего мира формы мысли и чувств. На самом деле вещи не бывают ни белые, ни чёрные, ни теплые, ни холодные, ни хорошие или дурные: все это субъективно; следовательно, мое могущество заключено во мне самом, моя деятельность мимолетна, в моем распоряжении только моя внутренняя жизнь. «Там, где нечего мочь, нечего желать» — основное положение этики Гейлинкса, из которого вытекает определение добродетели: «virtus est rectae Rationis amor unicus» — добродетель есть исключительная любовь к истинному разуму. С точки зрения морали существуют два рода любви: любовь пассивная, состоящая в умилении, и любовь активная, заключающаяся в твердом решении поступать известным образом; когда это решение сообразуется с показаниями разума, тогда деятельная любовь становится добродетельной. Добродетель сама по себе едина и проста; но, рассмотренная с различных точек зрения, она состоит из нескольких добродетелей.
Четыре главные суть:
- 1) «старание», заключающееся во внимательном и тщательном прислушивании к указаниям разума, подготовлением к чему могут служить занятия геометрией и арифметикой;
- 2) «послушание» — исполнение приказаний разума; эта добродетель дает истинную свободу;
- 3) «справедливость», указывающая нам меру в исполнении предписаний разума; следствием её является удовлетворение;
- 4) «смирение» — основание всего нравственного учения; оно заключается в contemptio sui prae amore Dei ас Rationis (презрение к себе из любви к Богу и разуму).

Оно слагается из семи обязанностей: не жалеть о жизни, когда Бог призывает человека; не стараться удерживать жизнь, но и не ускорять смерти; поддерживать своё тело и умножать род человеческий; выбрать деятельность, дающую возможность поддерживать жизнь; давать время от времени отдых уму посредством развлечений (но не смотреть на удовольствия как на цель жизни); быть довольным жизнью и не жалеть о том, что явился на свет. Истинно смиренный человек не знает страданий, он доволен своей судьбой; страдает только тот, кто жалуется и думает только о себе. Источник греха есть самолюбие, погоня за личным счастьем; не надо отвращаться от счастья, когда оно посылается Богом, но не надо искать его; надо исполнять повеления Бога просто потому, что Он повелевает, и не делать того, что Он запрещает, просто потому, что Он запрещает. Истинная молитва заключается в словах: да будет воля Твоя. Добродетель дает истинное счастье, заключающееся в мире, глубоком спокойствии, ибо когда нет «я», нет и «моего» и исчезает всякая забота и тревога. Лучшая монография — v. d. Haeghen (Гент, 1886).

## Главные сочинения
- «Saturnalia sive quaestiones quod libeticae» (1653-65-69);
- «Logica fundamentis suis restituta» (1662-98);
- «Γνώι σεαυτόνsive Ethica» (1675);
- «Physica vera» (1688);
- «Annotata majora in principia philosophiae Renati Descartes» (1691);
- «Metaphysica vera et ad mentem peripateticam» (1691).